# Christian Schafrik
Christian Schafrik (né le 26 décembre 1941 à Włocławek et mort le 25 décembre 2018 à Eisenach) est un chanteur allemand.

## Biographie
Il fait un apprentissage au Erfurter Hof comme cuisinier et serveur. À côté, il forme un groupe, l'"Albergo-Trio". Avec cette formation, il remporte un concours de chanteur en 1959 à Erfurt. Il décide de se consacrer à une carrière artistique, prend des cours de chant et apprend par lui-même la batterie, la guitare et la basse.
Durant l'été 1963, il travaille comme serveur à Prerow et participe à un concours de chant qu'il remporte une nouvelle fois. Le compositeur Ralf Petersen le remarque et fait venir à Berlin pour un enregistrement.
Il s'installe à Berlin-Est à l'automne 1963 et rencontre des producteurs. Ralf Petersen compose pour lui avec le parolier Dieter Schneider Gute Nacht, Maria-Maddalen qui devient son premier succès.
En 1965, il sort son premier disque avec le label Amiga. Christian Schafrik produira en tout 49 titres.

## Source de la traduction
- (de) Cet article est partiellement ou en totalité issu de l’article de Wikipédia en allemand intitulé « Christian Schafrik » (voir la liste des auteurs).